# Incontri di notte
Incontri di notte è un film del 1943 diretto da Nunzio Malasomma.

## Trama
Mario, figlio di un ricco commerciante, corteggia Marcella, che lo crede povero e disoccupato. Marcella, che frequenta una scuola serale, chiede aiuto al proprio professore, e il professore si rivolge a un vecchio amico, proprio il padre del giovanotto. Alla fine tutto si risolve felicemente.

## Produzione
Prodotto dalla IRIS Film di Alfonso Ruo e Michele Macchia, girato negli studi Pisorno a Tirrenia, il film uscì nelle sale in prima il 17 marzo 1943.